# Buzuny
Buzuny, Buzany (biał. Бузуны) – wieś na Białorusi położona w rejonie nieświeskim, w obwodzie mińskim, w sielsowiecie Siejłowicze.

## Historia
W dwudziestoleciu międzywojennym leżały w Polsce, w województwie nowogródzkim, w powiecie nieświeskim, w gminie Howiezna. W 1921 miejscowość liczyła 194 mieszkańców, zamieszkałych w 32 budynkach, w tym 144 Białorusinów i 50 Polaków. 182 mieszkańców było wyznania prawosławnego i 12 mojżeszowego.
W latach międzywojennych znajdowała się przy granicy ze Związkiem Sowieckim. Od 1924 roku, wieś była siedzibą strażnicy granicznej Korpusu Ochrony Pogranicza „Buzuny”.
Po II wojnie światowej w granicach Związku Sowieckiego. Od 1991 w niepodległej Białorusi.